# Parafia Matki Bożej Fatimskiej i św. Jozafata Kuncewicza w Szumilinie
Parafia Matki Bożej Fatimskiej i św. Jozafata Kuncewicza w Szumilinie (biał. Парафія Маці Божай Фацімскай і св. Язафата Кунцэвіча ў Шуміліне) – parafia rzymskokatolicka w Szumilinie. Należy do dekanatu witebskiego diecezji witebskiej. Została utworzona 28 maja 1999 roku. Jest prowadzona przez Oblatów, którzy posługują także w parafiach w Miszkowiczach i Obolu

## Historia
Parafia została zarejestrowana przez władze państwowe 28 maja 1999 r. Początkowo leżała w archidiecezji mińsko-mohylewskiej i posługiwali w niej kapucyni. Z inicjatywy pierwszego biskupa witebskiego Władysława Blina na fundamentach niedokończonego sowieckiego domu kultury w 2001 r. zbudowano świątynię według planów oblata o. Alfonsa Kupki. Zanim powstał kościół, przy drodze ustawiono przywiezioną z Fatimy figurę Matki Bożej Fatimskiej. Kościół ustanowiono diecezjalnym sanktuarium Matki Bożej Fatimskiej.

## Proboszczowie
| imię i nazwisko            | daty urzędowania |
| -------------------------- | ---------------- |
| ks. Adam Dynak             |                  |
| o. Krzysztof Baradziej OMI | 2001 – 2003      |
| o. Andrzej Juchniewicz OMI |                  |